# İnaloğulları Beyliği
Die İnaloğulları oder Inaliden (türkisch auch Yinaloğulları) waren ein anatolisches Beylik im 12. Jahrhundert. Zentrum des Beyliks war die Stadt Diyarbakir (damaliger Name Amid).
Als Gründer der Dynastie gilt ein gewisser Sadr, der 1095 in Amid ein kleines Beylik gründete. Dessen Sohn oder Bruder İnal, welcher 1098 an die Macht kam, ist der Namensgeber des Beyliks, dürfte aber nicht lange geherrscht haben. Sein Sohn Ibrahim kämpfte gegen die Kreuzfahrer. Später war er ein Vasall Muhammad I. Tapars, Kılıç Arslan I. und der Ahlatschahs. Nach seinem Tod kam 1110 sein Sohn Sadüddevle İl Aldı an die Macht. Dieser nahm wieder an Kämpfen gegen die Kreuzfahrer teil. Er starb 1142 und sein Sohn Mahmud folgte nach. Dieser heiratete eine Tochter des Ortoqiden von Mardin Timurtaş. Unter seiner Herrschaft lag die eigentliche Macht bei den mächtigen Wesiren aus der Familie der Nisaniden.
1183 eroberte Saladin Amid und gab es an seine Verbündeten die Ortoqiden von Hasankeyf. Dies war das Ende der Herrschaft der Inaloğulları.